# 陈氏太极拳小架
陈氏太极拳小架，是陈氏太极拳的一种。其拳架紧凑，特别讲究由内到外的形体运动，与大架相比动作细腻，在拳式与练法上与大架稍有不同。故而，流传有大架不大，小架不小。指的就是先练大圈,中圈,小圈,最后到无圈，还是圈圈兼顾的练。实际上都一样，由外到内，与由内到外，都要归结到内外皆动，上下相随，一动无有不动的地步。